# Кутлуг-ябгу
Кутлуг-ябгу, Кут или Гуду Шэху (кит. 骨咄葉護) — непризнанный каган Восточно-тюркского каганата эпохи гражданской войны с 741 по 742 год.

## Приход к власти и гражданская война
Существует расхождения в источниках (Цзычжи Тунцзянь, Тан Шу, тюркские рунические записи) относительно следующих событий. Здесь излагается версия Тан Шу. Пан Кюль-тегин убил кагана Бильге-Кутлуг-хана и возвёл на престол старшего сына Бильге-Кутлуг-хана (при этом указывалось, что Кутлуг был малолетен). Ябгу Кут/Кутлуг (Гуду Шеху) убил нового кагана и поставил каганом Сюаня (旋), второго сына Бильге-Кутлуг-хана. Вскоре он передумал: казнил своего ставленника и объявил каганом себя. В 742 году против нового узурпатора поднялись уйгуры, басмалы и карлуки. Они убили Кута и басмальский Гйедйе Иси-хан объявил себя независимым ханом, уйгурский и карлукские ханы взяли себе титулы ябгу. Остатки тюркских старейшин возвели на престол Озмыш-тегин-хана, сына Пан Кюль-тегина.